# Munkfors (commune)
La commune de Munkfors est une commune suédoise du comté de Värmland. Environ 3700 personnes y vivent (2020) . Son chef-lieu se situe à Munkfors.

## Histoire
En 1952, la commune rurale de Ransäter a reçu le titre de bourg (köping) et le nom de Munkfors en référence à sa seule localité bâtie. Avec la réforme de l'administration locale de 1971, elle est devenue une municipalité de type unitaire sans ajout de territoire. La commune est aujourd'hui la 9e plus petite de Suède en termes de population. 

## Localités
La commune de Munkfors compte une localité principale, nommée également Munkfors. Elle compte également des localités plus petites, telles que Ransäter.

## Jumelages
La commune de Munkfors est jumelée avec Lindsborg, dans Kansas, aux États-Unis.

## Personnalités liées à la commune
- Erik Gustaf Geijer (1783-1847), écrivain suédois, né dans la commune.
- Sten Bergman (1895-1975), aventurier et écrivain suédois, né dans la commune.
- Tage Erlander (1901-1985), Premier ministre de Suède, né dans la commune.